# Liste der Herrscher namens Olaf
Olaf (Olav) ist der Herrschername von
- Olaf Magnusson (1099–1115), König von Norwegen
- Olaf Guthfrithsson († 941), (als Olaf I. 939–941 König von Jorvik)
- Olav I. Tryggvason (968–1000), König von Norwegen
- Olaf I. (Dänemark) (1050–1095), König von Dänemark
- Olaf I. (Isle of Man) († 1153), König von Man und den Inseln
- Olav II. Haraldsson (995–1030), König von Norwegen und Heiliger
- Olaf II. Björnsson (um 970-um 975), König von Schweden
- Olav II. (Dänemark) (1370–1387), König von Dänemark und Norwegen
- Olaf III. Skötkonung (um 995–1022) König von Schweden
- Olav III. (Norwegen) († 1093), König von Norwegen
- Olav IV. von Norwegen ist Olav II. (Dänemark)
- Olav V. (1903–1991), König von Norwegen